# Fishia enthea
Fishia enthea är en fjärilsart som beskrevs av Augustus Radcliffe Grote 1877. Fishia enthea ingår i släktet Fishia och familjen nattflyn. Inga underarter finns listade i Catalogue of Life.